# Randia pseudozosterops
Randia pseudozosterops е вид птица от семейство Bernieridae, единствен представител на род Randia.

## Разпространение
Видът е разпространен в Мадагаскар.